# Ветрен (рид)
Вижте пояснителната страница за други значения на Ветрен.
Ветрен (до 6 октомври 1989 г. Еледжик) e планински рид в югоизточната част на Ихтиманска Средна гора, между долините на реките Тополница и Марица.
Рида Ветрен е разположен между долината на река Тополница на североизток, която го отделя от югозападните разклонения на Същинска Средна гора, а на север проломът на река Мътивир (десен приток на Тополница) го отделя от рида Белица. На северозапад склоновете му се спускат към Ихтиманската котловина. Проломът Момин проход на Сулудервентска река (ляв приток на Очушница) на запад го отделя от Септемврийски рид на Ихтиманска Средна гора. На запад и югозапад склоновете му се спускат към Костенецко-Долнобанската котловина. На югозапад проломът Момина клисура на река Марица го отделя от Рила, а на югоизток и изток склоновете му постепенно затъват в най-западните части на Горнотракийската низина. Най-високата му точка връх Бенковски (1185,8 м) е разположен в северозападната му част.
Долината на река Яворица (десен приток на Тополница) и проходът Траянови врата го разделя на две части – северна по-висока и южна по-ниска под името Голак, с най-висок едноименен връх (1009,2 м). Изграден е предимно от гнайси, гранодиорити и гранити. На западното му подножие, в град Момин проход находище на топли минерални извори. Западните му склонове обърнати към Ихтиманската и Костенецко-Долнобанската котловина и проломът на Сулудервентска река са стръмни. Климатът е умерено-континентален. Отводнява се от левите притоци на Марица и десните на Тополница. Преобладават излужените и оподзолените канелени горски почви. Склоновете на рида са обрасли с широколистни гори, а високите му билни заравнени части са заети от пасища. Развито е животновъдството, горското стопанство, курортното и туристическото дело.
Изградени са три хижи „Комсомолска“ (Надежда, в близост до връх Бенковски), „Траянови врата“ (източно от село Голак) и „Чапаеви коти“ (северно от село Момина клисура). В близост до село Славовица, в местността Янини грамади е мавзолеят на Александър Стамболийски, а в най-източната му хълмиста част е разположен Калугеровския манастир.
Във вътрешността на рида и по склоновете му са разположени 15 населени места:
- Софийска област – градовете Костенец и Момин проход и селата Голак, Долна Василица, Любница и Мухово.
- Област Пазарджик – градовете Белово и Ветрен и селата Аканджиево, Горно Вършило, Долно Вършило, Дъбравите, Мененкьово, Славовица и Церово.

През средата на рида, през прохода Траянови врата и долината на река Яворица, от северозапад на югоизток, на протежение от 22,5 км преминава участък от автомагистрала „Тракия“.
По цялото му западно и южно подножие, от село Мирово (Софийска област) до град Белово, на протежение от 33,3 км преминава участък от първокласен път № 8 от Държавната пътна мрежа ГКПП „Калотина“ – София – Пловдив – ГКПП „Капитан Андреево“.
В северната му част, от Ихтиман до село Мухово, на протежение от 18,3 км преминава участък от третокласен път № 803 от Държавната пътна мрежа Ихтиман – Лесичово – Пазарджик.
Успоредно на първокласния път № 8 между гарите Немирово и Белово преминава и част от трасето на жп линията София – Пловдив.

## Топографска карта
- Лист от карта K-34-60. Мащаб: 1 : 100 000.
- Лист от карта K-34-72. Мащаб: 1 : 100 000.
- Лист от карта K-35-49. Мащаб: 1 : 100 000.
- Лист от карта K-36-61. Мащаб: 1 : 100 000.